# 상봉로
상봉로는 새주소사업전 면목동 50-46(용마산길)에서 상봉동 79(망우로)까지 연결되는 폭 25m, 길이 1,350m의 도로이며 1993년 7월 23일 상봉동을 상징하여 상봉동길이라 하였다. 2007년 「도로명주소법」이 제정·시행됨에 따라 2008년 새주소 정비사업을 거쳐 2010년 6월 10일 「도로명주소법 시행령」제21조 제1항의 규정에 의거 중랑구 면목동 50-46(용마산로)에서 중랑구 망우동564-11(망우로) 구간이 “상봉로“ 로 결정되어 고시되었다. (중랑구 고시 제2010-18호)